# Мала Клітинка
Мала́ Клі́тинка — село в Україні, у Махнівській сільській громаді Хмільницького району Вінницької області. Населення на 1980-ті роки становило 115 осіб, на 2022 рік — близько 40. Позначене на топографічних картах другої половини ХІХ ст., де у селі позначено церкву, що до нашого часу не збереглася. З того часу збереглися ставки та мощена каменем дорога.

## Історія
1864 року Л. Похилевич писав, що біля села знаходиться струмок з такою ж назвою, за 5 км вище за течією — с. Поліченець. Того часу населення складало: православних 358, римських католиків 50; землі 796 десятин. До 1850 року це село належало Теклі Мусіній-Пушкіній, після її смерті було куплено керівним у графів Браницьких Валеріаном Узембло на ім'я своєї дружини, Т. А. Узембло. Свято-Покровська церква була дерев'яною. 1861 року володіння перейшло у спадок до сина, Владислава Узембло.
Збереглася будівля палацу — однововерхова з чотириколонним портиком, та двоповерховими прибудовами з південного боку. Палац нових власників села імовірно зведено між 1850—1861 рр., добудовано наприкінці ХІХ ст. При побудові та перебудові палацу використано цеглу з тавруванням ініціалами W та U. — W. Uziemblo, імовірно ініціалами власника цегельні, яка діяла у селі Швайківка (нині Житомирська область). З розташованого там же гранітного кар'єру(сірий граніт) імовірно походять колони, східці та камені фундаменту.
У приміщенні панського маєтку з 1920 діяла дитяча агроколонія, з 1925 року — імені Котовського. З 1930 тут діяла агрошкола. У 30-ті роки ХХ ст. в селі створено колгосп «Спільна праця». 1939 року працював млин-вітряк, діяла початкова школа — у приміщенні стайні біля панського маєтку. Колгосп і школа зазнали збитків під час окупації за часів Другої світової війни.
Колишня садиба власників села, збудована у ХІХ ст., зазнала неодноразових перебудов. У 1950-70-ті роки використовувалася як зерносховище. Капітально відремонтована у 1980-ті роки, використовувалася по тому кілька десятиліть як культурно-побутовий центр. Поруч з ним збереглася господарська будівля — стайня, споруджена у ХІХ ст., після 1917 року пристосована під початкову школу а потім — на клуб (на 2022 рік — спалена). Поруч із палацом збереглися також руїни лазні та котельної будівництва кінця 1980-х років збереглися рештки парку, у якому були липи, дуби та каштани, розарій на схилах над ставком. Нижче від маєтку по схилу меморіал односельчанам, загиблим у роки Другої світової війни.
12 червня 2020 року, відповідно до Розпорядження Кабінету Міністрів України № 707-р, «Про визначення адміністративних центрів та затвердження територій територіальних громад Вінницької області», увійшло до складу Махнівської сільської.
19 липня 2020 року, в результаті адміністративно-територіальної реформи і ліквідації Козятинського району, село увійшло до складу новоутвореного Хмільницького району.

## Населення

### Мова
Розподіл населення за рідною мовою за даними перепису 2001 року:
| Мова       | Кількість | Відсоток |
| ---------- | --------- | -------- |
| українська | 115       | 100%     |